# Woodland (Aroostook County, Maine)
Woodland ist eine Town im Aroostook County des Bundesstaates Maine in den Vereinigten Staaten. Es ist Teil der sogenannten Schwedischen Kolonie in Maine. Im Jahr 2020 lebten dort 1217 Einwohner in 577 Haushalten auf einer Fläche von 91,3 km².

## Geografie
Nach den Angaben des United States Census Bureaus hat Woodland eine Fläche von 91,2 km² die komplett als Landfläche besteht, es somit keine Gewässerflächen gibt.

### Geografische Lage
Woodland liegt im nordöstlichen Teil des Aroostook County. Die Oberfläche der Town ist leicht hügelig, ohne nennenswerte Erhebungen und es befinden sich keine größeren Seen auf dem Gebiet der Town. Mehrere kleinere Flüsse entwässern das Gebiet in südliche Richtung. Sie münden außerhalb des Towngebietes in den Aroostook River.

### Nachbargemeinden
Alle Entfernungen sind als Luftlinien zwischen den offiziellen Koordinaten der Orte aus der Volkszählung 2010 angegeben.
- Norden: New Sweden, 3,9 km
- Osten: Caribou, 20,5 km
- Süden: Washburn, 4,0 km
- Südwesten: Wade, 14,8 km
- Westen: Perham, 10,7 km
- Nordwesten: Westmanland, 14,7 km

### Stadtgliederung
Auf dem Gebiet von Woodland befinden sich mehrere Siedlungsgebiete: Ben Thomas Siding (ehemalige Eisenbahnstation), Carson (Carson Siding), Colby (Colby Siding), Margison (Margison Crossroad), Number One (ehemaliges Postamt), South Woodland (ehemaliges Postamt in Carson) und Woodland (Woodland Center).

### Klima
|                       | Jan   | Feb   | Mär  | Apr  | Mai  | Jun  | Jul  | Aug  | Sep  | Okt  | Nov  | Dez   |   |      |
| Mittl. Tagesmax. (°C) | −1,9  | −0,8  | 4,3  | 10,9 | 18,3 | 23,6 | 26,8 | 26,0 | 21,3 | 14,6 | 7,4  | 0,4   | ⌀ | 12,6 |
| Mittl. Tagesmin. (°C) | −14,8 | −14,6 | −7,7 | −1,1 | 4,3  | 9,7  | 13,1 | 12,0 | 7,3  | 1,9  | −3,0 | −10,8 | ⌀ | −0,2 |
|                       |       |       |      |      |      |      |      |      |      |      |      |       |   |      |
| Niederschlag (mm)     | 93    | 81    | 88   | 93   | 88   | 85   | 81   | 79   | 98   | 111  | 127  | 108   | Σ | 1132 |
|                       |       |       |      |      |      |      |      |      |      |      |      |       |   |      |
| Regentage (d)         | 10    | 9     | 9    | 10   | 11   | 11   | 10   | 9    | 9    | 10   | 11   | 10    | Σ | 119  |

| −14,8 |

| −14,6 |

| −7,7 |

| −1,1 |

| 4,3 |

| 9,7 |

| 13,1 |

| 12,0 |

| 7,3 |

| 1,9 |

| −3,0 |

| −10,8 |

| −14,8 |

| −14,6 |

| −7,7 |

| −1,1 |

| 4,3 |

| 9,7 |

| 13,1 |

| 12,0 |

| 7,3 |

| 1,9 |

| −3,0 |

| −10,8 |

Die Durchschnittstemperatur in Woodland liegt zwischen −8,3 °C im Januar und 19,9 °C im Juli. Damit ist der Ort gegenüber dem langjährigen Mittel um etwa 0,5 Grad wärmer als das Mittel des Bundesstaates Maine. Die tägliche Sonnenscheindauer liegt am unteren Rand des Wertespektrums der USA. In der Wintersaison zwischen Oktober und April fallen im Durchschnitt 179,8 cm Schnee, wobei die Spitzenwerte bei 41,1 cm im Dezember und 46,2 cm im Januar liegen.

## Geschichte
Die ursprüngliche Bezeichnung für dieses Gebiet war Township No. 14, Third Range West of the Easterly Line of the State (T14 R3 WELS). 1861 wurde das Gebiet als Woodland Plantation organisiert, dies wurde 1878 legalisiert. Eine erste Vermessung des Gebietes fand im November 1877 durch Edwin C. Burleigh statt. Woodland wurde am 5. März 1880 als town anerkannt. Die Namensgebung erfolgte aufgrund der örtlichen Gegebenheiten. Das 1895 von einem gewissen David Snowman gegründete und nach ihm benannte Snowman School House ist heute noch gut erhalten und dient als Museum.

### Einwohnerentwicklung
| Volkszählungsergebnisse – Town of Woodland, Maine | Volkszählungsergebnisse – Town of Woodland, Maine | Volkszählungsergebnisse – Town of Woodland, Maine | Volkszählungsergebnisse – Town of Woodland, Maine | Volkszählungsergebnisse – Town of Woodland, Maine | Volkszählungsergebnisse – Town of Woodland, Maine | Volkszählungsergebnisse – Town of Woodland, Maine | Volkszählungsergebnisse – Town of Woodland, Maine | Volkszählungsergebnisse – Town of Woodland, Maine | Volkszählungsergebnisse – Town of Woodland, Maine | Volkszählungsergebnisse – Town of Woodland, Maine |
| Jahr                                              | 1800                                              | 1810                                              | 1820                                              | 1830                                              | 1840                                              | 1850                                              | 1860                                              | 1870                                              | 1880                                              | 1890                                              |
| ------------------------------------------------- | ------------------------------------------------- | ------------------------------------------------- | ------------------------------------------------- | ------------------------------------------------- | ------------------------------------------------- | ------------------------------------------------- | ------------------------------------------------- | ------------------------------------------------- | ------------------------------------------------- | ------------------------------------------------- |
| Einwohner                                         |                                                   |                                                   |                                                   |                                                   |                                                   |                                                   |                                                   | 174                                               | 679                                               | 885                                               |
| Jahr                                              | 1900                                              | 1910                                              | 1920                                              | 1930                                              | 1940                                              | 1950                                              | 1960                                              | 1970                                              | 1980                                              | 1990                                              |
| Einwohner                                         | 1096                                              | 1161                                              | 1120                                              | 1308                                              | 1298                                              | 1292                                              | 1372                                              | 1218                                              | 1369                                              | 1402                                              |
| Jahr                                              | 2000                                              | 2010                                              | 2020                                              | 2030                                              | 2040                                              | 2050                                              | 2060                                              | 2070                                              | 2080                                              | 2090                                              |
| Einwohner                                         | 1403                                              | 1213                                              | 1217                                              |                                                   |                                                   |                                                   |                                                   |                                                   |                                                   |                                                   |

## Wirtschaft und Infrastruktur

### Verkehr
Die ehemalige Bahnstrecke der St. Croix and Penobscot Railroad führte bis Woodland. Die Maine State Route 161 und Maine State Route 228 verlaufen durch Woodland.

### Öffentliche Einrichtungen
Es gbit in Woodland keine öffentliche Bücherei. Die nächstgelegene befindet sich in Caribou.
Das nächstgelegene Krankenhaus für die Bewohner von Woodland befindet sich in Caribou.

### Bildung
Woodland gehört mit New Sweden und Westmanland zur School Union 122.
Schülerinnen und Schülern des Schulbezirks steht die Woodland Consolidated School in Woodland, (PreK-8) zur Verfügung.

## Persönlichkeiten

### Söhne und Töchter der Stadt
- Joseph Allard (1873–1947), Fiddle-Spieler und Komponist
- Johnny Hiland (* 1975), R&B-Gitarrist, Sänger und Bandleader